# Holásecká jezera
Holásecká jezera jsou přírodní památka na západě brněnské městské části Brno-Tuřany převážně v katastrálním území Holásky, malá část se nachází také v katastrálním území Brněnské Ivanovice. Leží v těsném západním sousedství zástavby čtvrti Holásky.
Jedná se o soustavu 9 průtočných jezer, která byla v minulosti přehrazena a vzniklo tak 7 dílčích vodních ploch pojmenovaných jako Kašpárkovo, Typfl, Kmuníčkovo, Roučkovo, Ledárenské, Plavecké a Strakovo jezero. Vodní plochy Kocábka a Lávka jsou pravděpodobně pozůstatkem starého říčního meandru řeky Svitavy, jak vyplývá z kreseb v kronice Holásek. Poslední a největší z vodních ploch – Opleta – vzniklo až v sedmdesátých letech 20. století (1974) na popud místní rybářské organizace, a to vytěžením zeminy.
Předmětem ochrany je ochrana výrazného krajinného prvku a unikátní lokality z hlediska výskytu některých druhů obojživelníků, hnízdiště ptáků a refugiua zvěře.

## Geologie a geomorfologie
Podloží je tvořeno třetihorními bádenskými jíly karpatské předhlubně, jež jsou překryty fluviálními naplaveninami, které sem dopravily řeka Svitava a Černovický potok. Výše uvedený sedimentovaný materiál je tvořen štěrkopísky pleistocenního stáří, které zabírají spodní vrstvu. Nad nimi jsou navrstveny hlíny a písky holocenního stáří.
Z geomorfologického hlediska je území členěno pod vněkarpatskou sníženinu, pro kterou jsou charakteristické mírně zvlněné pahorkatiny a v poříčních nivách roviny. V rámci vněkarpatské sníženiny spadá území do podsoustavy Západní Vněkarpatské sníženiny, celku Dyjsko-svratecký úval. Pokud půjdeme ještě do podrobnějšího členění, přírodní památka Holásecká jezera, jsou zahrnuta do Pracké pahorkatiny, u které jsou hlavním rysem mocné akumulace říčních nánosů řek Svratky a dolní Svitavy.

## Flóra

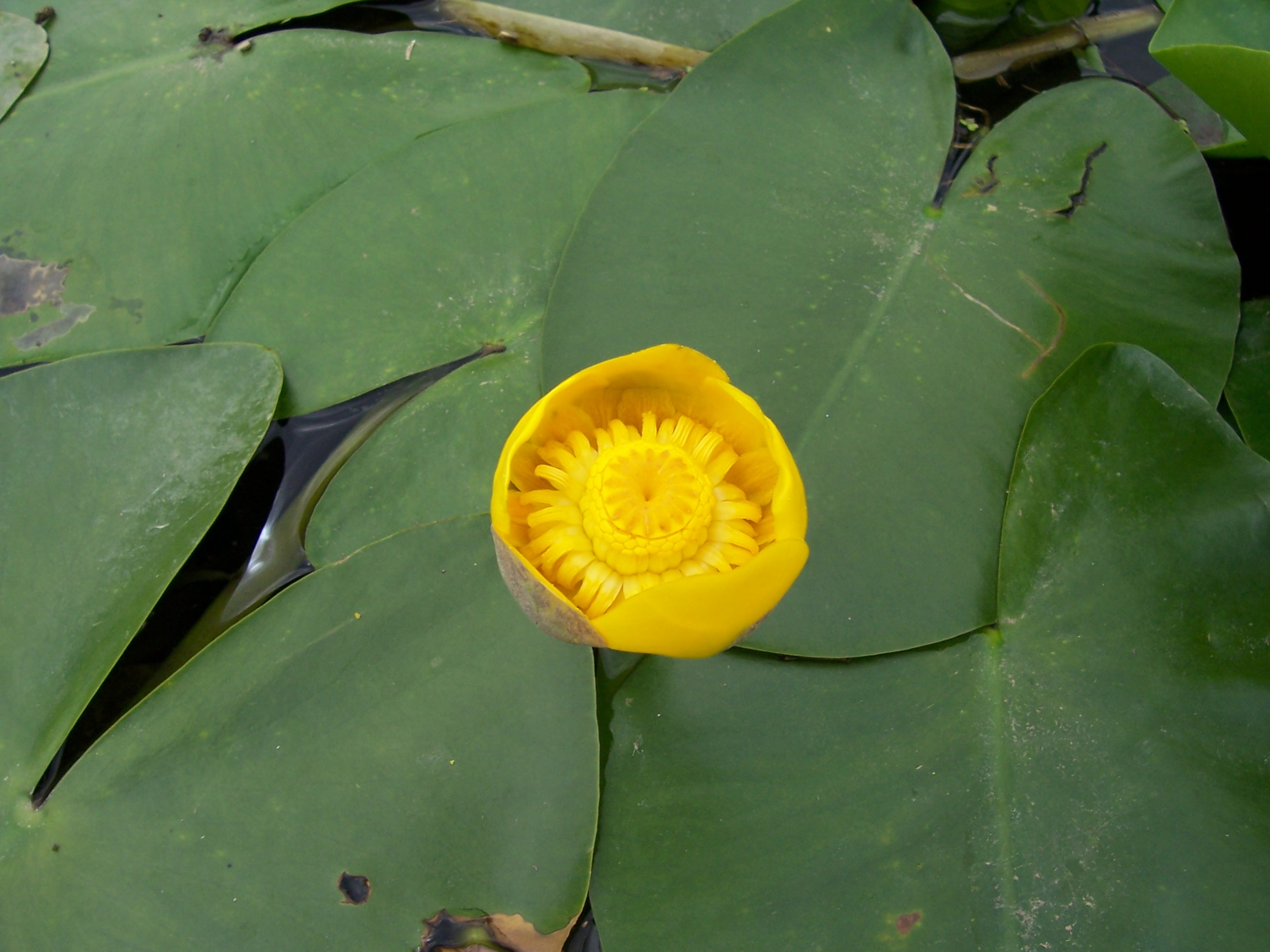
Stulík žlutý - ilustrační foto

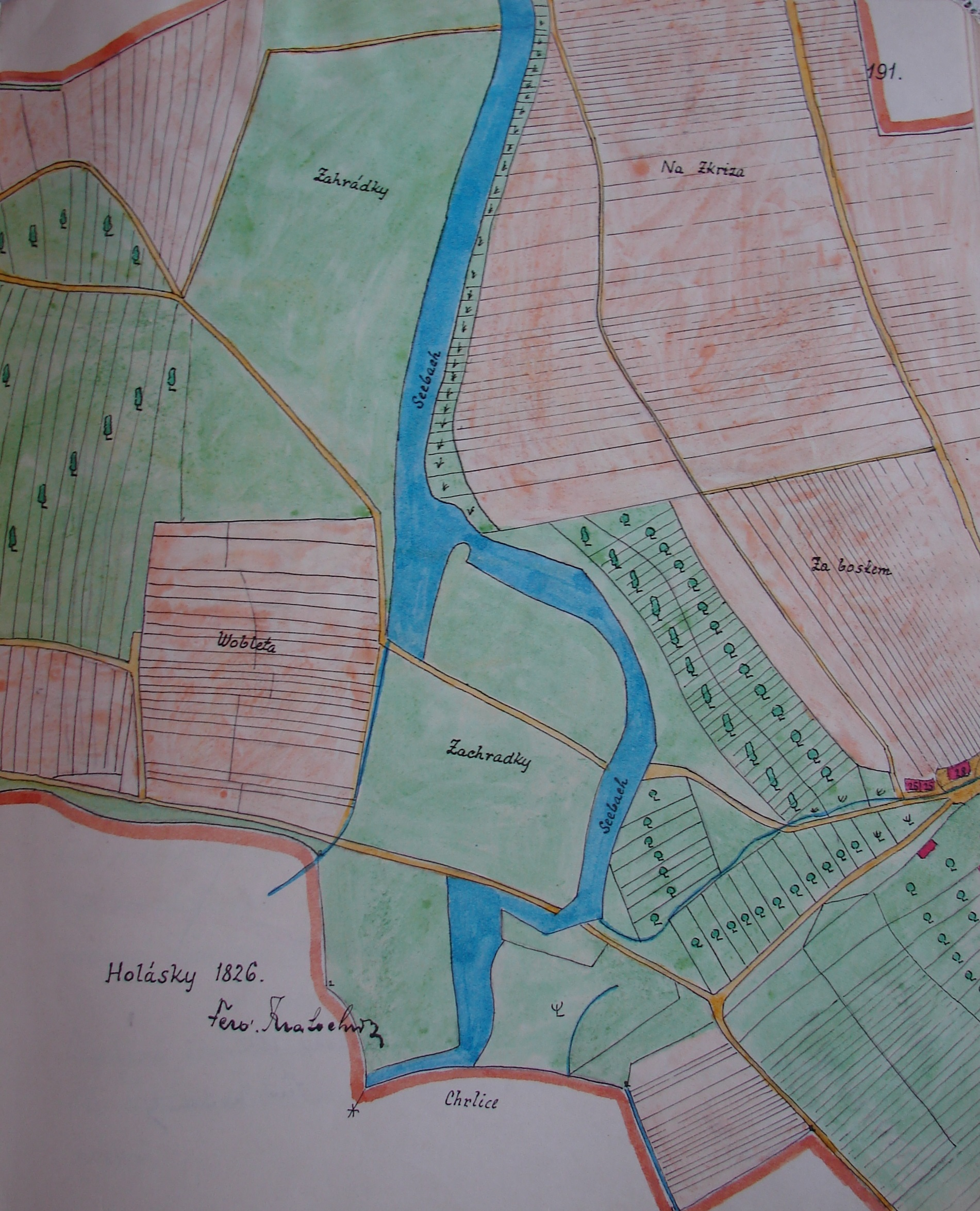
Holásecká jezera, jak je zaznamenal holásecký kronikář

Z dendrologického průzkumu prováděného v roce 2012 a z Plánu revitalizace přírodní památky Holásecká jezera zpracovaným firmou Atelier Fontes vyplývá, že se v území nachází 36 druhů stromů, třináct druhů keřů a tři druhy lián.
Geograficky významnými druhy jsou zde jilm habrolistý (Ulmus minor) a jilm vaz (Ulmus effusa). Oba druhy jsou zde ve svém přirozeném prostředí a dobře zde zmlazují. Jak uvádí plán revitalizace, nejvíce na východním břehu Typflu a Kmuníčkova jezera. V území se nachází také větší počet topolů černých (Populus nigra), které jsou pro území taktéž cenné. Na druhé straně je zde zastoupen i kultivar topolu černého – Populus nigra 'Italica', který je rozeznatelný od ostatních druhů svým pyramidálním tvarem.
V území se však nachází také invazivní druhy. Z dřevin jsou to javor jasanolistý (Acer negundo), z lián pak chmel otáčivý (Humulus lupulus) a loubinec pětilistý (Parthenocissus quinquefolia). Z bylin pak netýkavka malokvětá (Impatiens parviflora), zlatobýl kanadský (Solidago canadensis) a z travin třtina křovištní (Calamagrostis epigejos). Z plánu revitalizace vyplývá, že za invazivní druhy jsou považovány v České republice původní kopřiva dvoudomá (Urtica dioica) a bez černý (Sambucus nigra), které na některých místech zabraňují růstu bohatších bylinných a keřových podrostů. Naopak v jinde invazivní rákos obecný (Phragmites australis) je v přírodní památce Holásecká jezera žádoucí, neboť slouží jako útočiště pro ptactvo vázané na rákosiny.
Z ostatních druhů dřevin je zde zastoupen javor babyka (Acer campestre), javor mléč (Acer platanoides), javor klen (Acer pseudoplatanus), olše lepkavá (Alnus glutinosa), bříza bělokorá (Betula pendula), habr obecný (Carpinus betulus), svída krvavá (Cornus sanguinea), líska obecná (Corylus avellana), hloh (Crataegus sp.), brslen evropský (Euonymus europaeus), jasan ztepilý (Fraxinus excelsior), břečťan popínavý (Hedera helix), ořešák černý (Juglans nigra), ořešák královský (Juglans regia), ptačí zob obecný (Ligustrum vulgare), jabloň lesní (Malus sylvestris), smrk ztepilý (Picea abies), borovice lesní (Pinus sylvestris), topol bílý (Populus alba), topol kanadský (Populus x canadensis), topol šedý (Populus ×canescens), topol osika (Populus tremula), třešeň ptačí (Prunus avium), slivoň obecná (Prunus insitiia), střemcha obecná (Prunus padus), trnka obecná (Prunus spinosa), dub zimní (Quercus petraea), dub letní (Quercus robur), růže šípková (Rosa canina), ostružiník ježiník (Rubus caesius), ostružiník maliník (Rubus idaeus), vrba bílá (Salix alba), vrba jíva (Salix caprea), vrba křehká (Salix fragilis), pámelník bílý (Symphoricarpos albus), šeřík obecný (Syringa vulgaris), lípa srdčitá (Tilia cordata), lípa velkolistá (Tilia platyphyllos) a kalina obecná (Viburnum opulus).

## Fauna
Bezobratlí jsou zastoupeni plovatkou bahenní či uchatkou nadmutou, z ryb žijí v jezerech cejn velký, kapr obecný, lín obecný, okoun říční, štika obecná a další. Populace obojživelníků tvoří zejména ropucha zelená a skokan skřehotavý, zastoupení mají i ropucha obecná, skokan štíhlý a ojediněle rosnička zelená. Z lokality vymizela kuňka obecná, stejně jako čolek obecný a blatnice skvrnitá. V mokřadech hnízdí bukáček malý, moudivláček lužní, rákosník obecný, rákosník velký, v břehových porostech krutihlav obecný, lejsek šedý, slavík obecný, strakapoud jižní, žluna zelená. Na jezerech žije i bobr evropský.

## Zajímavosti
- V lednu 2016 informovali občané městské části prostřednictvím sociální sítě Facebook, že voda v přírodní památce vykazuje znečištění. Hasičský záchranný systém Jihomoravského kraje odebral v místě vzorky a analýza stanovila, že se jedná o fekální znečištění. [9]
- Při jižním okraji zvláště chráněného území vede cyklotrasa, která pokračuje dále až do Rakouska.[10]
- V prosinci 2015 byla založena facebooková stránka Holásecká jezera - přírodní památka, která slouží široké veřejnosti k informování o aktivitách v území.[11]